# Славяне-мусульмане
Славяне-мусульмане (серб. Муслимани; болг. Мюсюлмани) — этно-религиозные группы славян, исповедующих ислам как традиционную религию.
Славяне столкнулись с исламскими народами впервые во времена раннего Средневековья. Восточные славяне (в том числе русские) торговали с ними по Волге и Каспию, затем познакомились с исламской жизнью и бытом более тесно — по мере исламизации соседнего государства Волжской Булгарии. Пограничные тюркские народы захватывали в плен славян и продавали в рабство по всему Средиземноморью. Выучив язык и освоившись с местной религией, некоторые рабы-славяне выходили на волю или бежали, пополняя ряды наёмников, авантюристов и даже правителей эмиратов-тайфа мусульманской Испании (Кордовский халифат, эмират Денья). Этих раскиданных по свету славян-мусульман мусульмане называли сакалиба.

## Южные славяне
Южные славяне, расселившиеся в Византийской империи, имели подобные контакты с арабами. В XV веке на место Византийской империи пришла мусульманская Османская империя.
Под влиянием турок большие группы славян, прежде всего богомилы, которых раньше преследовала греческая православная церковь, обратились в ислам относительно мирным путём. В ислам перешла некоторая часть аристократической элиты южных славян, стремившаяся сохранить свои привилегии. Славянских детей угоняли в рабство и делали янычарами. Исламизировались болгары в районе Родоп, наиболее близком к Стамбулу. Одновременно в XV—XVIII веках в ислам переходят сербы в Санджаке, Боснии и других местах. Отчасти славяне, прежде всего знать, становились мусульманами из-за того, что турки облагали мусульманское население меньшими налогами.
Часть южных славян на определённом этапе своей истории перешла в ислам, но при этом сохранила славянское самосознание и славянский язык в качестве родного. Таким образом их религия — ислам — является главным фактором самоопределения, хотя не все славяне-мусульмане очень религиозны. Многие ведут вполне светский образ жизни. Под славянами-мусульманами подразумеваются, как правило, относительно многочисленные группы народов, сформировавшихся в результате исламизации определённых территориальных групп более крупных близкородственных им славянских народов-христиан.
Южные славяне, принявшие ислам:
- Помаки — принявшие ислам болгары
- Торбеши — принявшие ислам македонцы
- Горанцы, средчане, подгоряне, рафчане — принявшие ислам жители южной части Метохии, по происхождению — Боснийцы, сербы или македонцы, принявшие ислам
- Босняки (бошняки, боснийцы-мусульмане) — принявшие ислам славяне Боснии
- Муслимане (потуреченцы) — принявшие ислам черногорцы, включая группу мрковичей
- Сербы-мусульмане